# アグリピヌス
アグリピヌス（fl. 451-461）は西ローマ帝国の軍人。ガリア道のマギステル・ミリトゥム。

## 活動
アグリピヌスは430年代にウァレンティニアヌス3世の下で軍歴を開始したと考えられている。ヒダティウスの記録によれば、アグリピヌスは451年にオータン教区の司教エウフロニウスが観測した彗星についての報告書を受け取っている。452年頃、アグリピヌスはガリア道のマギステル・ミリトゥムに任命された。
456年に皇帝アウィトゥスが追放されてマヨリアヌスが皇帝を名乗った。アグリピヌスはマヨリアヌスによって罷免され、アグリピヌスの代わりにアエギディウスが新たなガリア道のマギステル・ミリトゥムとされた。
461年になるとマヨリアヌスが兵士の反乱によって殺害された。新たにセウェルス3世が皇帝として宣言されると、セウェルス3世に従うことを不服としたアエギディウスはソワソン管区で反乱を起こし、ローマ帝国から独立した。セウェルス3世はアグリピヌスをガリア道のマギステル・ミリトゥムに復帰させ、アグリピヌスは461年と462年にマギステル・ミリトゥムであった。462年、アグリピヌスはセウェルス3世の指示により、報賞としてナルボンヌを割譲する条件でゴート王テオドリック2世にアエギディウスのソワソン管区を攻略するよう命令した。
以後のアグリピヌスについては記録が残っておらず、463年にはブルグント人の将軍ゴンディオクが新たなガリア道のマギステル・ミリトゥムに任命されている。
『聖アニアヌス伝』によれば、アグリピヌスがオルレアンを訪問した際、アグリピヌスはオルレアンの司教聖アニアヌスから囚人の解放を依頼された。アグリピヌスは一旦は依頼を拒絶したが、オルレアン滞在中に落石に遭って瀕死の重体となったところを聖アニアヌスによって救われ、アニアヌスへの感謝の印として彼が依頼した囚人を解放したという。